# Willie Park Sr.
William Park Sr. (Wallyford, 30 de junho de 1833 – Levenhall, 25 de julho de 1903) foi um jogador profissional escocês de golfe. Ele foi quatro vezes campeão do Aberto Britânico.

## Vida
Park nasceu em Wallyford, East Lothian, Escócia. Como alguns outros jogadores profissionais da época, Park começou como um caddie. Posteriormente teve uma manufatura de equipamentos de golfe. Jogando, ganhava dinheiro a partir de "partidas desafio" contra rivais como Old Tom Morris, Willie Dunn e Allan Robertson, as quais era a forma mais popular de golfe com público em sua era.
Casou-se com Susanna Law em Inveresk, Escócia, em 29 de março de 1860. O casal teria dez filhos.
O irmão de Park, Mungo, e seu filho Willie Jr. também ganharam o Aberto Britânico. A vitória de Mungo se deu em 1874 e as de Willie Jr. em 1887 e 1889.
Park morreu em 25 de julho de 1903. É lembrado principalmente por ter vencido quatro Campeonatos Abertos, incluindo o evento inaugural de 1860. Suas outras vitórias se deram em 1863, 1866 e 1875. Park era um dos recordistas de mais vitórias no torneio até que James Braid ganhou pela quinta vez em 1910.